# Lord Browning and Cinderella
Lord Browning and Cinderella è un cortometraggio muto del 1912 diretto da Van Dyke Brooke.

## Produzione
Il film fu prodotto dalla Vitagraph Company of America.

## Distribuzione
Distribuito dalla General Film Company, il film - un cortometraggio in una bobina - uscì nelle sale cinematografiche statunitensi il 13 novembre 1912.